# Maceo Rigters
Maceo Rigters (ur. 22 stycznia 1984 w Amsterdamie) – holenderski piłkarz, od 2012 roku pozostający bez przynależności klubowej.
Rigters został królem strzelców Młodzieżowych Mistrzostw Europy rozgrywanych w jego ojczyźnie. W pięciu spotkaniach tego turnieju zdobył cztery bramki.
2 lipca 2007 roku Ritgers podpisał kontrakt z Blackburn Rovers, grającym w Premiership. W nowym zespole zadebiutował 22 lipca w spotkaniu Pucharu Intertoto z Vetrą Wilno. W lidze swój debiut zaliczył natomiast 29 września w pojedynku z Sunderlandem. 19 marca następnego roku został wypożyczony na miesiąc do Norwich City, gdzie zagrał w dwóch ligowych meczach. W sierpniu został ponownie wypożyczony, tym razem do Barnsley. Swój debiut zaliczył tam 9 sierpnia w spotkaniu z Queens Park Rangers. Po rozegraniu 19 ligowych meczów, w maju 2009 roku powrócił do Blackburn. W 2010 roku został wypożyczony do Willem II Tilburg. W latach 2011–2012 grał w Gold Coast United FC.